# Características de albedo en Marte
| True color | Enhanced |
| Marte, visto a través de un pequeño telescopio en 2003, muestra los patrones de brillo y color conocidos como características del albedo. |          |

Las características de albedo de Marte son las características claras y oscuras que se pueden ver en el planeta Marte a través de un telescopio terrestre. Antes de la era de las sondas espaciales, varios astrónomos crearon mapas de Marte en los que dieron nombres a las características que podían verse. El sistema de nomenclatura más popular fue ideado por Giovanni Schiaparelli, que utilizó nombres de la antigüedad clásica. En la actualidad, la mejor comprensión de Marte gracias a las sondas espaciales ha hecho que muchos de los nombres clásicos queden obsoletos a los efectos de la cartografía; sin embargo, algunos de los nombres antiguos todavía se utilizan para describir las características geográficas del planeta.

## Historia

### Observación de las características del albedo

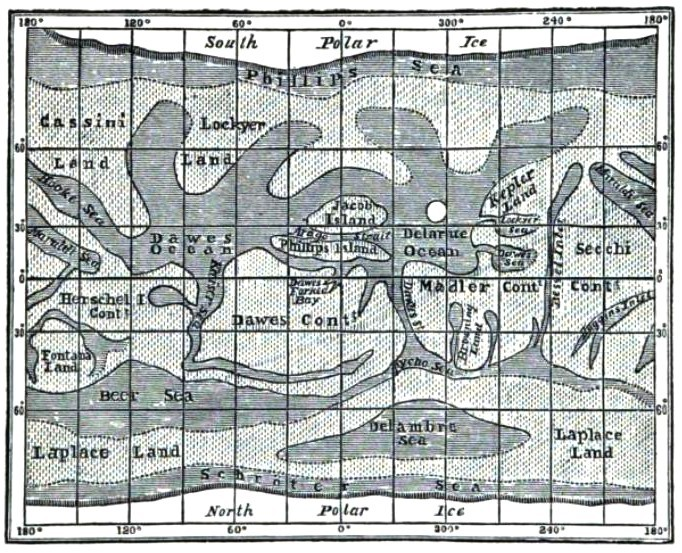
El mapa de Marte de Richard A. Proctor, que nombró características de albedo en honor a astrónomos. El norte está en la parte inferior, visto a través de un telescopio inversor.

Los primeros astrónomos telescópicos, que observaban Marte desde una gran distancia a través de instrumentos primitivos (aunque avanzados para su época), se limitaron a estudiar los contrastes del albedo en la superficie del planeta. Estos parches más claros y oscuros rara vez corresponden a características topográficas y en muchos casos los oscurecen. Los orígenes de los contrastes del albedo eran un misterio. Se creía correctamente que los parches más claros en los polos eran una sustancia congelada, ya sea agua o dióxido de carbono, pero la naturaleza de los parches oscuros que se ven contra el tinte rojizo general de Marte fue incierta durante siglos. Cuando Giovanni Schiaparelli comenzó a observar Marte en 1877, creía que los rasgos más oscuros eran mares, lagos y pantanos y los nombró en consecuencia en latín (mare, lacus, palus, etc.). Sin embargo, en unas pocas décadas, la mayoría de los astrónomos llegaron a estar de acuerdo en que Marte carecía de grandes masas superficiales de agua. Entonces, algunos pensaron que las características oscuras eran indicaciones de una vegetación marciana, ya que cambiaban de forma e intensidad a lo largo del año marciano. Ahora se sabe que son áreas donde el viento ha barrido el polvo más pálido, exponiendo una superficie más oscura, a menudo roca basáltica; por lo que sus fronteras cambian en respuesta a las tormentas de viento en la superficie marciana que mueven el polvo, ensanchando o estrechando las características.
Las propias tormentas de polvo también aparecen como parches de luz, pueden cubrir vastas áreas y, a veces, durar muchas semanas; cuando el Mariner 9 llegó a la órbita marciana en noviembre de 1971, todo el planeta estaba cubierto por una única y enorme tormenta de polvo, y solo se veían los picos de las cuatro o cinco montañas más altas. Esta variabilidad puede explicar muchas de las diferencias entre las observaciones telescópicas a lo largo de los años.

### Nombres no clásicos tempranos
El primer mapa de las características de albedo marciano fue publicado en 1840 por Johann Heinrich Mädler y Wilhelm Beer, pero simplemente etiquetaron las características con: a, b, c... sin darles nombres. Durante las siguientes dos décadas, las características más destacadas recogieron varios nombres informales (como Hourglass Sea para el actual Syrtis Major Planum) pero no hubo un sistema general.

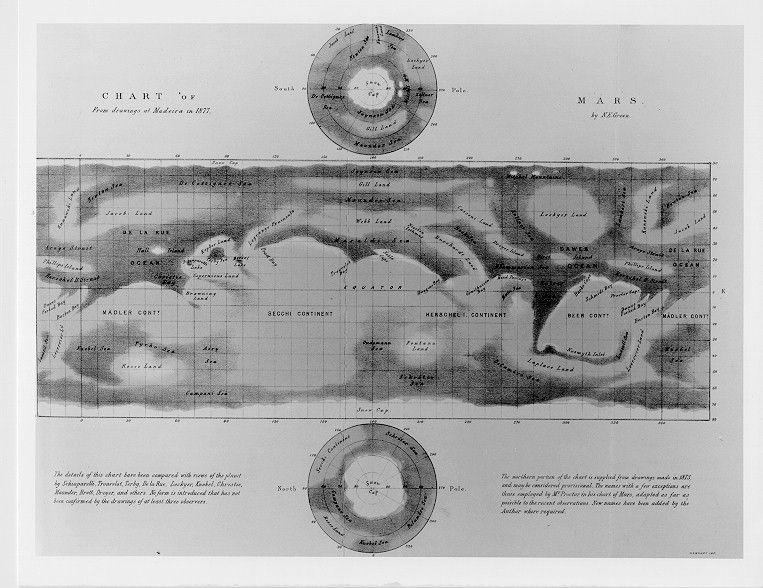
El mapa de Marte de 1877 de Nathaniel Green, que usaba muchos de los nombres de Proctor. El norte está abajo.

El primer astrónomo en nombrar sistemáticamente las características del albedo marciano fue Richard A. Proctor, quien en 1867 creó un mapa (basado en parte en las observaciones de William Rutter Dawes) en el que varias características recibieron los nombres de los astrónomos que habían participado en el mapeo de Marte. . En algunos casos, se utilizaron los mismos nombres para varias funciones. Los nombres de Proctor se mantuvieron en uso durante varias décadas, sobre todo en varios mapas antiguos dibujados por Camille Flammarion en 1876 y Nathaniel Green en 1877.

### Nombres clásicos de Schiaparelli

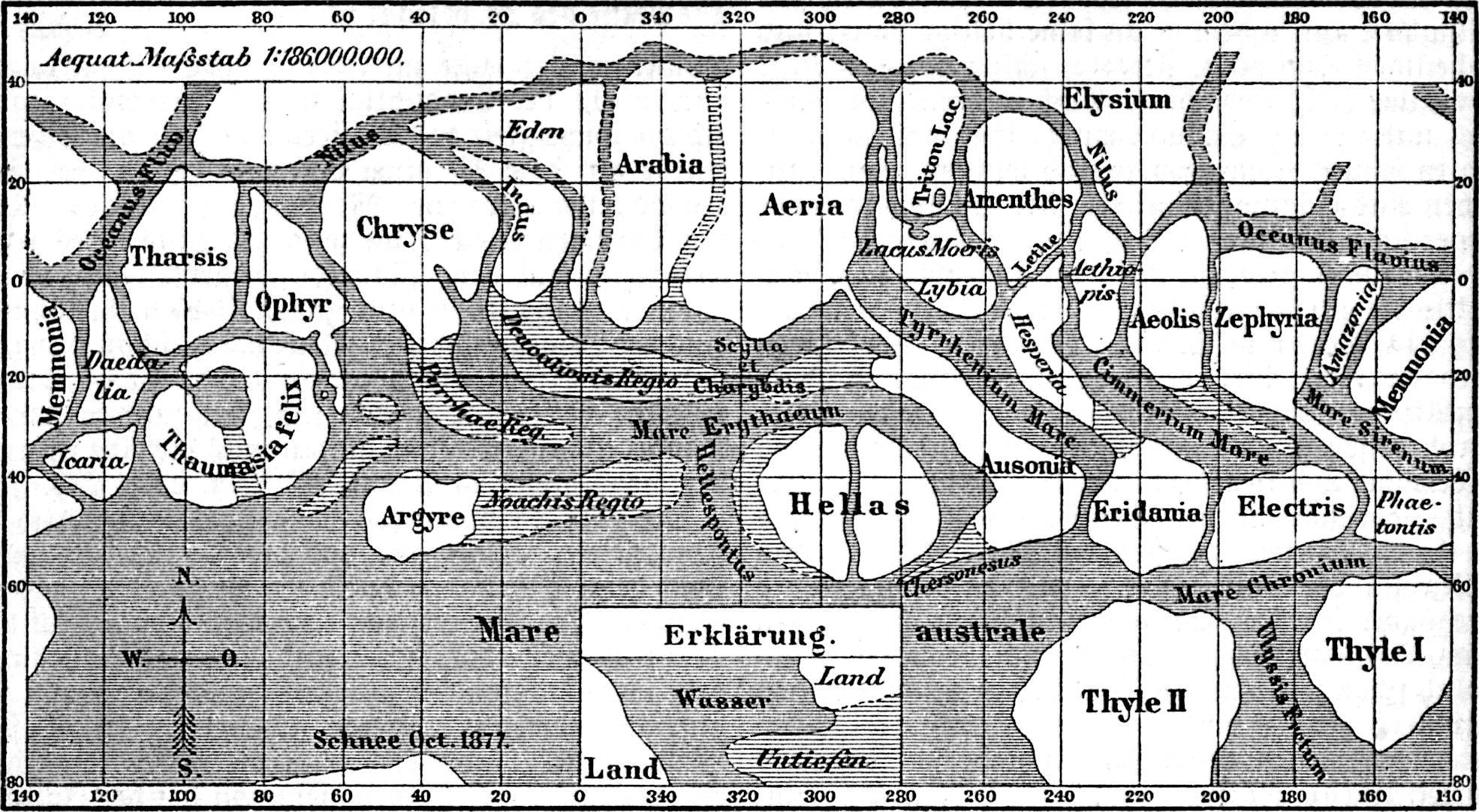
Mapa de Schiaparelli de una enciclopedia de 1888.

Sin embargo, en unas pocas décadas los nombres de Proctor fueron reemplazados por un nuevo esquema ideado por Giovanni Schiaparelli, cuyas observaciones diferían de las de Proctor, y que utilizó esta diferencia para justificar la elaboración de un sistema de nomenclatura completamente nuevo. Schiaparelli era un experto en astronomía y geografía antiguas, y usaba nombres latinos, extraídos de los mitos, la historia y la geografía de la antigüedad clásica; los rasgos oscuros fueron nombrados por mares y ríos antiguos, áreas claras por islas y tierras legendarias.

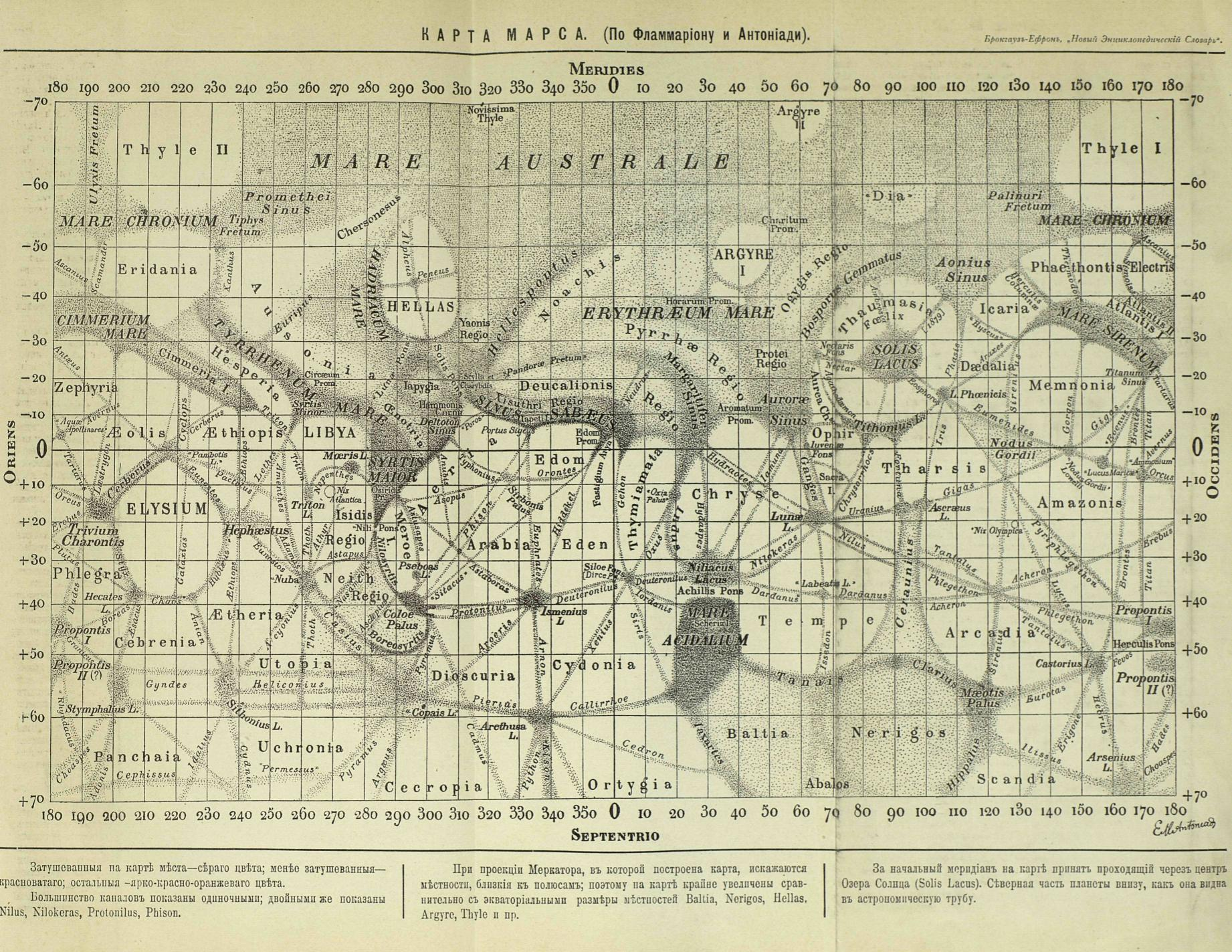
Mapa temprano de Flammarion y Antoniadi. El norte está abajo.

Cuando Eugene Antoniadi asumió el cargo de principal observador telescópico de Marte a principios del siglo XX, siguió los nombres de Schiaparelli en lugar de los de Proctor, y los nombres proctorianos se volvieron obsoletos rápidamente. En su obra enciclopédica La Planète Mars (1930) Antoniadi usó todos los nombres de Schiaparelli y agregó más propios de las mismas fuentes clásicas. Sin embargo, todavía no existía un sistema "oficial" de nombres para las características marcianas.
En 1958, la Unión Astronómica Internacional estableció un comité ad hoc a cargo de Audouin Dollfus, que se estableció en una lista de 128 características de albedo oficialmente reconocidas. De estos, 105 procedían de Schiaparelli, 2 de Flammarion, 2 de Percival Lowell y 16 de Antoniadi, con 3 adicionales del propio comité. Esto implicó una cantidad considerable de poda; La Planète Mars de Antoniadi había nombrado 558 características.
Las imágenes provistas por naves interplanetarias, en particular las observaciones realizadas desde la órbita marciana por Mariner 9 en el transcurso de 1972, han revolucionado la comprensión científica de Marte, y algunas de las características clásicas de albedo se han vuelto obsoletas porque no se corresponden claramente con los imágenes proporcionadas por la nave espacial. Sin embargo, muchos de los nombres utilizados para las características topográficas de Marte todavía se basan en la nomenclatura clásica para la ubicación de la característica; por ejemplo, la característica de albedo Ascraeus Lacus proporciona la base del nombre del volcán Ascraeus Mons en aproximadamente la misma posición.
Además, dado que la mayoría de los telescopios de aficionados con base en la Tierra no son lo suficientemente potentes para resolver las características topográficas de la superficie de Marte, los astrónomos aficionados todavía usan muchos de los antiguos nombres de características para orientarse y registrar sus observaciones.

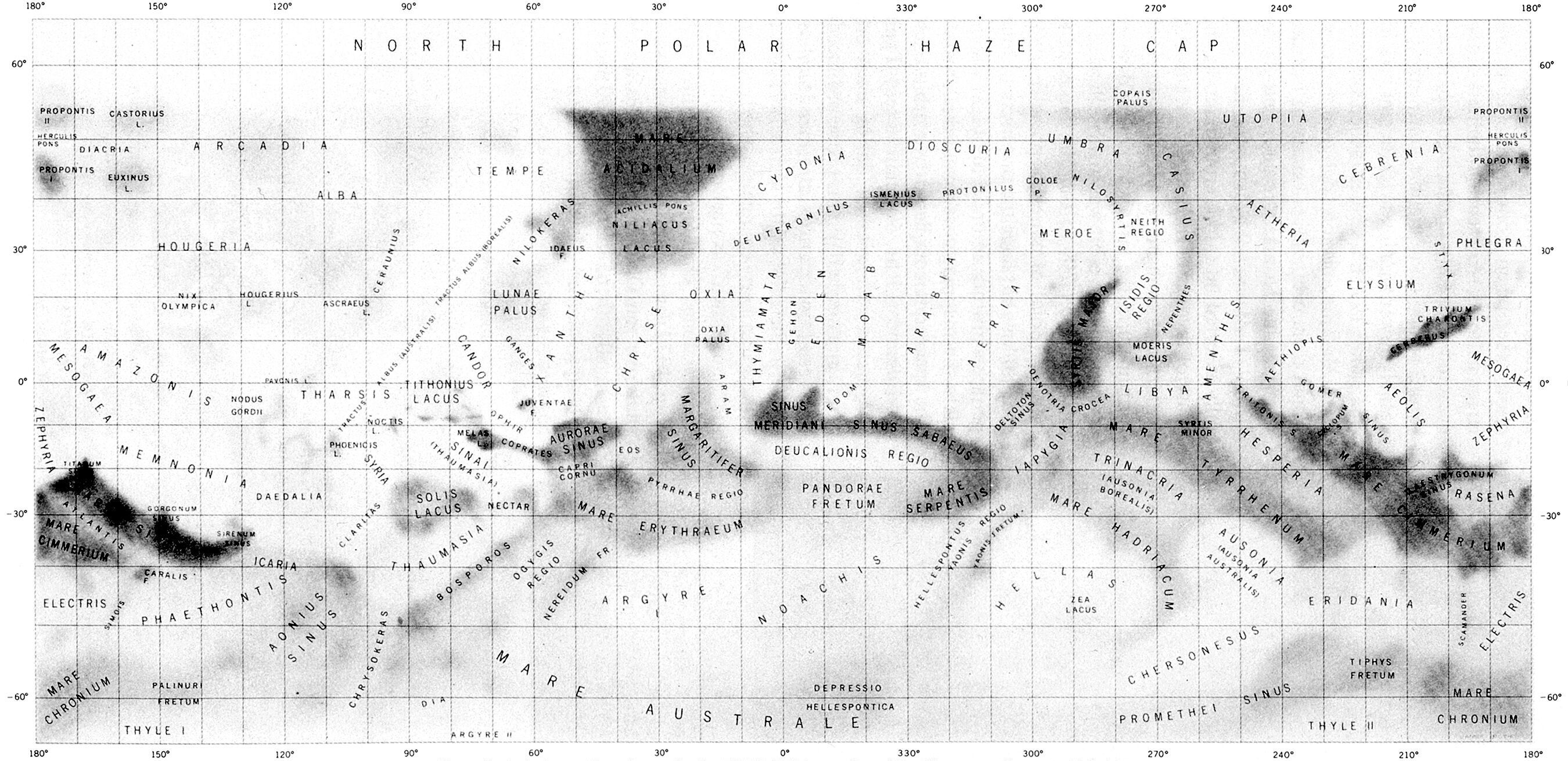
El albedo de Marte aparece después de la lista oficial de nombres de 1958, pero antes de las observaciones de 1972 del Mariner 9.

## Nombres topográficos comunes

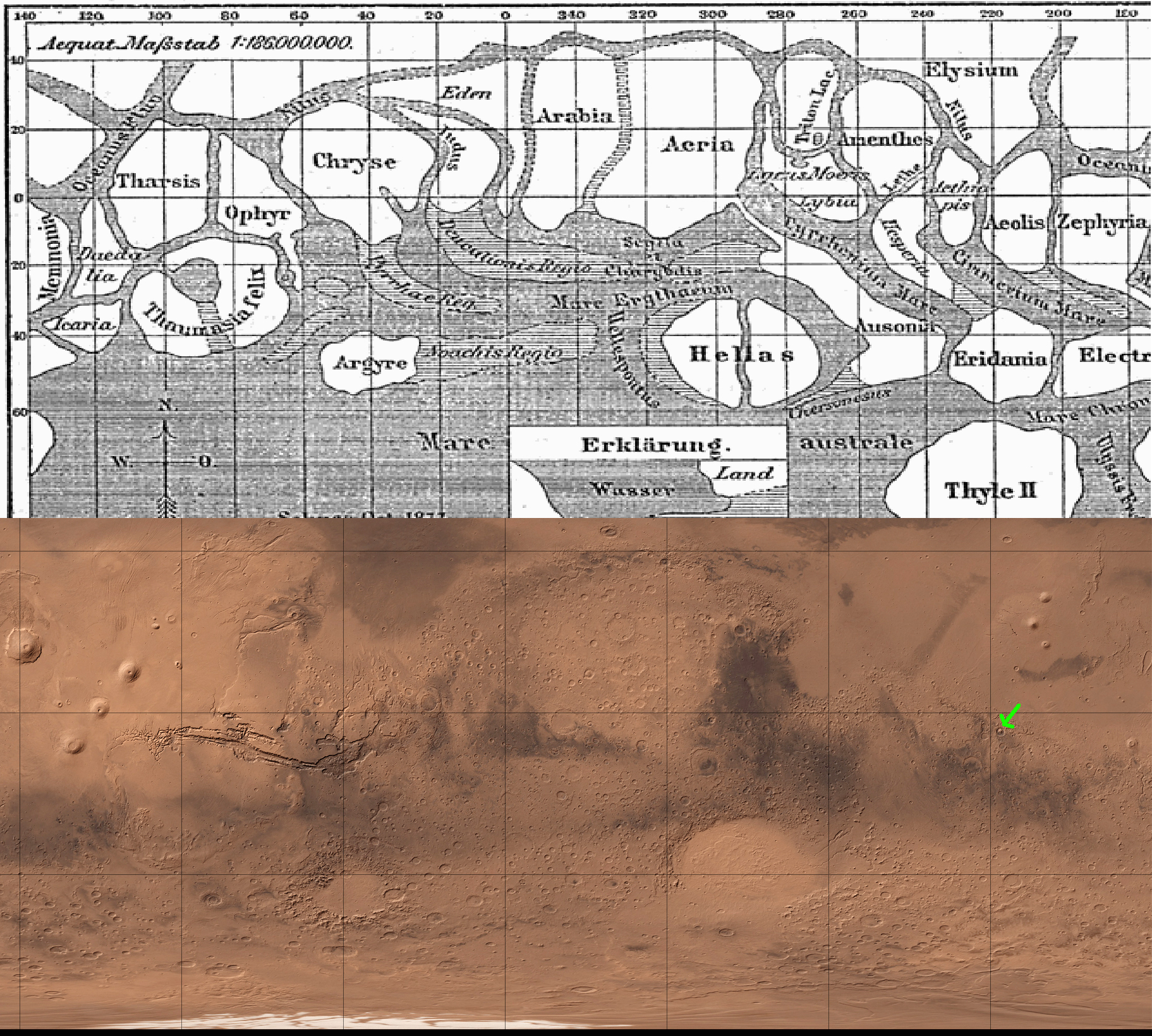
Las características clásicas del albedo en Marte, cuyos nombres se remontan a Schiaparelli (mapa de 1888 arriba) comparten algunos límites con observaciones satelitales más recientes.

Varias palabras latinas involucradas aquí son sustantivos comunes. Estos son generalmente, pero no siempre, los segundos en el nombre, pero generalmente se ignoran al ordenar alfabéticamente a continuación:
- Campi ( /ˈkæmpaɪ/) - campos
- Cherso ( /ˈkɜːrsoʊ/) - península
- Cornu ( /ˈkɔːrnjuː/) - cuerno, península
- Depressio ( /dᵻˈprɛʃioʊ/) - depresión
- Fastigium ( /fæsˈtɪdʒiəm/) - cumbre
- Fons ( /ˈfɒnz/) - fuente
- Fretum ( /ˈfriːtəm/) - estrecho
- Insula ( /ˈɪnsjʊlə/) - isla
- Lacus ( /ˈleɪkəs/) - lago
- Lucus ( /ˈljuːkəs/) - grove
- Mare ( /ˈmɑːri,_ˈmɛəri/) - mar
- Nix ( /ˈnɪks/) - nieve
- Palus ( /ˈpeɪləs/) - pantano
- Pons ( /ˈpɒnz/) - puente
- Promontorium ( /ˌprɒmənˈtɔəriəm/) - cabo
- Regio ( /ˈriːdʒioʊ/) - región
- Silva ( /ˈsɪlvə/) - bosque
- Sinusal ( /ˈsaɪnəs/) - bahía